# Silene phoenicodonta
Silene phoenicodonta är en nejlikväxtart som beskrevs av Adrien René Franchet. Silene phoenicodonta ingår i släktet glimmar, och familjen nejlikväxter. Inga underarter finns listade i Catalogue of Life.